# Зігнау
Зігнау (нім. Signau) — громада  в Швейцарії в кантоні Берн, адміністративний округ Емменталь.

## Географія
Громада розташована на відстані близько 22 км на схід від Берна.
Зігнау має площу 22,1 км², з яких на 8% дозволяється будівництво (житлове та будівництво доріг), 55,2% використовуються в сільськогосподарських цілях, 35,8% зайнято лісами, 1% не є продуктивними (річки, льодовики або гори).

## Демографія
2019 року в громаді мешкало 2624 особи (-4,5% порівняно з 2010 роком), іноземців було 4,9%. Густота населення становила 119 осіб/км².
За віковим діапазоном населення розподілялося таким чином: 19,2% — особи молодші 20 років, 57,7% — особи у віці 20—64 років, 23,1% — особи у віці 65 років та старші. Було 1162 помешкань (у середньому 2,2 особи в помешканні).
Із загальної кількості 988 працюючих 272 було зайнятих в первинному секторі, 388 — в обробній промисловості, 328 — в галузі послуг.